# شبام (نبات)
شَبَام أو إسكيمية (الاسم العلمي Skimmia)، جنس نباتات برية وتزيينية من فصيلة السذابية. أنواعه قليلة العدد جميعها جنبات سبروتية ترغب في المناطق المعتدلة المنحرفة نحو الحارة. سوقها منتصبة فرعاء. أوراقها عروة معنقة متعاقبة. نصلها جامد الصفحة الإهليلجية توشمه الغدد الدقيقة الشفافة. إزهرارها عثكولي الشكل طرفي الارتكاز. ازهارها صغيرة القد، كثيفة التجميع، فواحة العرف المستحب. ثمارها عنبية، كرزية الحجم، حمراء اللون، مأكولة.